# 2026-os labdarúgó-világbajnokság-selejtező (CAF – F csoport)
A 2026-os labdarúgó-világbajnokság afrikai selejtezőjének F csoportjának mérkőzéseit 2023 novembere és 2025 októbere között játsszák.
A csoportban Elefántcsontpart, Gabon, Kenya, Gambia, Burundi és a Seychelle-szigetek szerepel. A csoport győztese kijut a világbajnokságra. A csoport második helyezettjének lehetősége van a rájátszásba kerülni és játszani az interkontinentális pótselejtezőért, ha a legjobb négy második helyezett között végez.

## Tabella
| Hely. | Csapat             | M | Gy | D | V | G+ | G– | Gk  | P  | Továbbjutás                                |     | Elefántcsontpart | Gabon | Burundi | Kenya | Gambia | Seychelle-szigetek |
| ----- | ------------------ | - | -- | - | - | -- | -- | --- | -- | ------------------------------------------ | --- | ---------------- | ----- | ------- | ----- | ------ | ------------------ |
| 1.    | Elefántcsontpart   | 6 | 5  | 1 | 0 | 14 | 0  | +14 | 16 | Kijut a 2026-os labdarúgó-világbajnokságra |     | —                | 1–0   | –       | –     | –      | 9–0                |
| 2.    | Gabon              | 6 | 5  | 0 | 1 | 12 | 6  | +6  | 15 | A rájátszás lehetséges résztvevője         |     | –                | —     | –       | 2–1   | 3–2    | –                  |
| 3.    | Burundi            | 6 | 3  | 1 | 2 | 13 | 7  | +6  | 10 |                                            |     | –                | 1–2   | —       | –     | 3–2    | –                  |
| 4.    | Kenya              | 6 | 1  | 3 | 2 | 11 | 8  | +3  | 6  |                                            | 0–0 | –                | 1–1   | —       | –     | –      |                    |
| 5.    | Gambia             | 6 | 1  | 1 | 4 | 12 | 13 | −1  | 4  |                                            | 0–2 | –                | –     | –       | —     | 5–1    |                    |
| 6.    | Seychelle-szigetek | 6 | 0  | 0 | 6 | 2  | 30 | −28 | 0  |                                            | –   | –                | 1–3   | 0–5     | –     | —      |                    |

## Mérkőzések
| 2023. november 16. 16:00 (UTC+3) |

| Burundi                                       | 3–2               | Gambia                                  |
| --------------------------------------------- | ----------------- | --------------------------------------- |
| A. Bigirimana 31' Nsabiyumva 35' Abdallah 75' | (2–1) Jegyzőkönyv | Barrow 45+4' E. Colley 90+8' (11-esből) |

| Nemzeti Stadion, Dar es-Salaam (Tanzánia) Játékvezető: Djindo Louis Houngnandande (benini) |

| 2023. november 16. 17:00 (UTC+1) |

| Gabon                 | 2–1               | Kenya    |
| --------------------- | ----------------- | -------- |
| Bouanga 60' Kanga 88' | (0–1) Jegyzőkönyv | Juma 40' |

| Stade de Franceville, Franceville Játékvezető: Mohamed Maarouf Eid Mansour (egyiptomi) |

| 2023. november 17. 19:00 (UTC±0) |

| Elefántcsontpart | 9–0               | Seychelle-szigetek |
| --- | ----------------- | ------------------ |
| Haller 20' (11-esből) Sangaré 24' Adingra 36' Konaté 40' (11-esből) 90+5' Fofana 60' Traorè 77' 90+4' Krasso 84' (11-esből) | (4–0) Jegyzőkönyv |                    |

| Alassane Ouattara Stadion, Abidjan Játékvezető: Adalbert Diouf (szenegáli) |

| 2023. november 19. 16:00 (UTC+3) |

| Burundi           | 1–2               | Gabon                     |
| ----------------- | ----------------- | ------------------------- |
| A. Bigirimana 87' | (0–1) Jegyzőkönyv | Allevinah 35' Bouanga 83' |

| Nemzeti Stadion, Dar es-Salaam (Tanzánia) Játékvezető: Issa Sy (szenegáli) |

| 2023. november 20. 19:00 (UTC+3) |

| Gambia | 0–2               | Elefántcsontpart         |
| ------ | ----------------- | ------------------------ |
|        | (0–1) Jegyzőkönyv | Kouamé 45' S. Fofana 85' |

| Nemzeti Stadion, Dar es-Salaam (Tanzánia) Játékvezető: Jalal Jayed (marokkói) |

| 2023. november 20. 19:00 (UTC±0) |

| Seychelle-szigetek | 0–5               | Kenya                                         |
| ------------------ | ----------------- | --------------------------------------------- |
|                    | (0–3) Jegyzőkönyv | Olunga 3' 6' Juma 45+3' Onyango 62' Omala 73' |

| Felix Houphouet Boigny Stadion, Abidjan (Elefántcsontpart) Játékvezető: Younoussa Camara (guineai) |

| 2024. június 7. 15:00 (UTC+2) |

| Kenya     | 1–1               | Burundi      |
| --------- | ----------------- | ------------ |
| Abuya 72' | (0–0) Jegyzőkönyv | Abdallah 85' |

| Bingu National Stadium, Lilongwe (Malawi) Játékvezető: Jean Ouattara (Burkina Fasó-i) |

| 2024. június 7. 19:00 (UTC±0) |

| Elefántcsontpart | 1–0               | Gabon |
| ---------------- | ----------------- | ----- |
| S. Fofana 36'    | (1–0) Jegyzőkönyv |       |

| Amadou Gon Coulibaly Stadium, Korhogo Nézőszám: 17 522 Játékvezető: Omar Abdulkadir Artan (szomáliai) |

| 2024. június 8. 17:00 (UTC+1) |

| Gambia                                                        | 5–1               | Seychelle-szigetek |
| ------------------------------------------------------------- | ----------------- | ------------------ |
| Badamosi 10' 66' Barrow 52' (11-esből) Minteh 55' Sidibeh 78' | (1–1) Jegyzőkönyv | Henriette 14'      |

| Berkane Municipal Stadium, Berkane (Marokkó) Nézőszám: 700 Játékvezető: Joseph Odey Ogabor (nigériai) |

| 2024. június 11. 20:00 (UTC+1) |

| Gabon                                    | 3–2               | Gambia               |
| ---------------------------------------- | ----------------- | -------------------- |
| Allevinah 52' Aubameyang 70' Bouanga 71' | (0–1) Jegyzőkönyv | Minteh 33' Adams 76' |

| Stade de Franceville, Franceville Játékvezető: Sadok Selmi (tunéziai) |

| 2024. június 11. 15:00 (UTC+2) |

| Kenya | 0–0         | Elefántcsontpart |
| ----- | ----------- | ---------------- |
|       | Jegyzőkönyv |                  |

| Bingu National Stadium, Lilongwe (Malawi) Nézőszám: 6000 Játékvezető: Jalal Jayed (marokkói) |

| 2024. június 11. 20:00 (UTC+1) |

| Seychelle-szigetek | 1–3               | Burundi                         |
| ------------------ | ----------------- | ------------------------------- |
| Hoareau 78'        | (0–1) Jegyzőkönyv | Abdallah 34' Kanakimana 62' 69' |

| Berkane Municipal Stadium, Berkane (Marokkó) Játékvezető: Mohamed Ali Moussa (nigeri) |

| 2025. március 20. 20:00 (UTC+1) |

| Gabon                        | 3–0               | Seychelle-szigetek |
| ---------------------------- | ----------------- | ------------------ |
| Allevinah 3' Bouanga 30' 63' | (2–0) Jegyzőkönyv |                    |

| Stade de Franceville, Franceville Játékvezető: Mehrez Melki (tunéziai) |

| 2025. március 20. 19:00 (UTC±0) |

| Gambia                    | 3–3               | Kenya                                          |
| ------------------------- | ----------------- | ---------------------------------------------- |
| Barrow 55' 84' Minteh 61' | (0–0) Jegyzőkönyv | Olunga 69' (11-esből) Bajaber 75' Wilson 90+6' |

| Alassane Ouattara Stadion, Abidjan (Elefántcsontpart) Játékvezető: Abdou Abdel Mefire (kameruni) |

| 2025. március 21. 20:00 (UTC+1) |

| Burundi | 0–1               | Elefántcsontpart |
| ------- | ----------------- | ---------------- |
|         | (0–1) Jegyzőkönyv | Guessand 16'     |

| Honneur Stadion, Meknesz (Marokkó) Nézőszám: 1500 Játékvezető: Samir Guezzaz (marokkói) |

| 2025. március 23. 16:00 (UTC+) |

| Kenya      | 1–2               | Gabon                         |
| ---------- | ----------------- | ----------------------------- |
| Olunga 62' | (0–1) Jegyzőkönyv | Aubameyang 16' 52' (11-esből) |

| Nyayo Nemzeti Stadion, Nairobi Játékvezető: Ibrahim Mutaz (líbiai) |

| 2025. március 24. 19:00 (UTC+) |

| Elefántcsontpart | 1–0               | Gambia |
| ---------------- | ----------------- | ------ |
| Haller 15'       | (1–0) Jegyzőkönyv |        |

| Felix Houphouet Boigny Stadion, Abidjan Nézőszám: 19 471 Játékvezető: Ring Nyier Akech Malong (dél-szudáni) |

| 2025. március |

| Burundi | – | Seychelle-szigetek |
| ------- | - | ------------------ |
|         |   |                    |

|  |

| 2025. szeptember |

| Kenya | – | Gambia |
| ----- | - | ------ |
|       |   |        |

|  |

| 2025. szeptember |

| Seychelle-szigetek | – | Gabon |
| ------------------ | - | ----- |
|                    |   |       |

|  |

| 2025. szeptember |

| Elefántcsontpart | – | Burundi |
| ---------------- | - | ------- |
|                  |   |         |

|  |

| 2025. szeptember |

| Gabon | – | Elefántcsontpart |
| ----- | - | ---------------- |
|       |   |                  |

|  |

| 2025. szeptember |

| Kenya | – | Seychelle-szigetek |
| ----- | - | ------------------ |
|       |   |                    |

|  |

| 2025. szeptember |

| Gabon | – | Burundi |
| ----- | - | ------- |
|       |   |         |

|  |

| 2025. október |

| Seychelle-szigetek | – | Elefántcsontpart |
| ------------------ | - | ---------------- |
|                    |   |                  |

|  |

| 2025. október |

| Gambia | – | Gabon |
| ------ | - | ----- |
|        |   |       |

|  |

| 2025. október |

| Burundi | – | Kenya |
| ------- | - | ----- |
|         |   |       |

|  |

| 2025. október |

| Gabon | – | Burundi |
| ----- | - | ------- |
|       |   |         |

|  |

| 2025. október |

| Seychelle-szigetek | – | Gambia |
| ------------------ | - | ------ |
|                    |   |        |

|  |

| 2025. október |

| Elefántcsontpart | – | Kenya |
| ---------------- | - | ----- |
|                  |   |       |

|  |